# International Race of Champions 2002
International Race of Champions 2002 (IROC XXVI) kördes över fyra omgångar med Kevin Harvick som mästare.

## Delsegrare
| Datum       | Bana         | Vinnare       |
| ----------- | ------------ | ------------- |
| 15 februari | Daytona      | Tony Stewart  |
| 27 april    | Talladega    | Kevin Harvick |
| 13 juli     | Chicagoland  | Buddy Lazier  |
| 3 augusti   | Indianapolis | Dale Jarrett  |

## Slutställning
| Plats | Förare            | Poäng |
| ----- | ----------------- | ----- |
| 1     | Kevin Harvick     | 54    |
| 2     | Buddy Lazier      | 49    |
| 3     | Dale Jarrett      | 49    |
| 4     | Hélio Castroneves | 43    |
| 5     | Bobby Labonte     | 43    |
| 6     | Tony Stewart      | 42    |
| 7     | Al Unser Jr.      | 39    |
| 8     | Jack Sprague      | 36    |
| 9     | Scott Sharp       | 36    |
| 10    | Sterling Marlin   | 35    |
| 11    | Sam Hornish Jr.   | 35    |
| 12    | Danny Lasoski     | 30    |